# 斯威夫特-塔特爾彗星
斯威夫特－塔特爾彗星 （正式的名稱是109P/斯威夫特－塔特爾）是路易斯·斯威夫特在1862年7月16日和賀拉斯·帕內爾·塔特爾在1862年7月19日先後獨立發現的，軌道周期為133年。
斯威夫特－塔特爾彗星是年度三大流星雨之一「英仙座流星雨」的成因。

## 觀測歷史
中國記錄顯示，188年回歸時，這顆彗星的視星等達到0.1等。西元前69年也有彗星觀測紀錄，西元前322年彗星可能是肉眼可見。
1862年，路易斯·斯威夫特和霍勒斯·帕內爾·塔特爾發現彗星時，它與北極星一樣明亮。
這顆彗星在1992年回歸時，再度被日本的天文學家木内鶴彦發現。最後一次觀測到它是在1995年4月，當時彗星距離太陽8.6天文單位（13億公里）。
2126年，它將成為一顆明亮彗星，視星等預計達到約0.7等。

## 對地球的威脅
這顆彗星未來可能會撞擊地球或月球，但不會在最近的一千年內發生。在1992年的回歸，這顆彗星通過近日點的時間與預測的相差了17天。然後也注意到，下一次的回歸（2126年8月14日）可能也會有15天的差異，而這顆彗星很可能會撞擊到地球或月球。由於斯威夫特－塔特爾彗星的固體核心與造成白堊紀-第三紀滅絕事件的大小相似，因此是一件值得關注的事。這促使業餘天文學家兼作家的蓋瑞·W·克朗克（Gary W. Kronk）搜尋這鬼魅般彗星過去的紀錄。他發現這顆彗星很像中國在西元前69年和西元188年觀測到的一顆彗星，並且很快的得到布萊恩·馬斯登的證實。天文學家導入這些資訊後重新計算它的軌道，顯示這顆彗星的軌道比預期的更為穩定，對地球的威脅因而消失。
2126年8月5日，彗星將經過距離地球0.153天文單位（ 2,290萬公里；1,420萬英里）的地方。2261年8月24日，彗星將經過距離地球0.147天文單位（2,200萬公里；1,370 萬英里）。
預計彗星將在3044年與地球近距離接觸，最接近地球的距離估計為0.011天文單位（1,600,000公里；100萬英里）。另一次近距離接觸預計發生在4479年9月15日；與地球的距離估計小於0.05 AU，撞擊地球的機率為百萬分之一. 。4479年以後，彗星的公轉軌道更難以預測；每次回歸時撞擊地球的機率估計為2×10−8 (0.000002%)。

## 註解
1. 1 2 3  Chambers, J. E. . Icarus (Academic Press). 1995, 114 (2): 372–386. Bibcode:1995Icar..114..372C. doi:10.1006/icar.1995.1069.
2. ↑  Levy, David H. . Cambridge University Press. 2008: 12. ISBN 978-0-521-69691-3.
3. ↑  Yau, K.; Yeomans, D.; Weissman, P. . Monthly Notices of the Royal Astronomical Society. 1994, 266 (2): 305–16. Bibcode:1994MNRAS.266..305Y. doi:10.1093/mnras/266.2.305 .
4. ↑  Chandler, David L. . New Scientist. 2005-06-01  [2008-08-25]. （原始内容存档于2008-09-25）.
5. ↑  Kronk, Gary; Marsden, Brian G. . Central Bureau for Astronomical Telegrams. 1992  [2009-06-19]. （原始内容存档于2012-05-01）.
6. ↑  Stephens, Sally. . Astronomical Society of the Pacific. 1993  [2008-08-25]. （原始内容存档于2012年5月25日）.
7. ↑  . （原始内容存档于2012-12-19）.

## 外部連結
- 109P/Swift-Tuttle （页面存档备份，存于） at NASA's Jet Propulsion Laboratory's Small-Body Database
- Periodic Comet Swift-Tuttle （页面存档备份，存于） from NASA's Astronomy Picture of the Day

| 週期彗星                | 週期彗星            | 週期彗星                       |
| ----------------------- | ------------------- | ------------------------------ |
| 前一顆彗星 108P/Ciffreo | 斯威夫特-塔特爾彗星 | 後一顆彗星 110P/哈特雷三號彗星 |
| 週期彗星列表            |                     |                                |